# Dům Heluan
Dům Heluan, někdy psáno Heluán, původního názvu Russische Krone (česky: dům Ruská koruna), stojí v centru lázeňské části Karlových Varů v městské památkové zóně v ulici Tržiště č. 387/41. Byl postaven v letech 1893–1895 podle projektu ateliéru Příhoda & Němeček z Vídně ve stylu italské novorenesance.
Objekt byl prohlášen kulturní památkou, památkově chráněn je od 8. dubna 1991, rejstř. č. ÚSKP 12940/4-4537.

## Historie
Původní dům Goldene Krone byl v roce 1759 poškozen požárem. Obnovený dům byl pak v roce 1860 nazván Russische Krone. Koncem osmdesátých let 19. století vlastnil dům Carl Pietzner, c. k. dvorní fotograf a dvorní fotograf knížat Schaumburg-Lippe. Roku 1888 si ve dvoře přistavěl fotografický ateliér a dva roky poté se rozhodl přestavět celý dům.
Staré barokní domy v této části města stály tehdy šikmo k ulici. Městská rada navrhla vypracování stavebního regulačního plánu, který zde určil, stejně jako pro vedlejší dům Stadt Bremen (dnes Split), orientovat stavbu nově k ulici kolmo. Stavební plány pro přestavbu vypracoval vídeňský ateliér Příhoda & Němeček. Následně v letech 1893–1895 byl vybudován dům ve stylu italské novorenesance. Fotografický ateliér Carla Pietznera zůstal zachován.
K další úpravě v domě došlo v roce 1926 pro novou majitelku Idu Söldner. Bývalý lokál byl upraven na prodejnu porcelánu s portálem pod terasou u hlavního vstupu. Plány k této úpravě vypracoval architekt Karl Ernstberger.

## Ze současnosti
Roku 1991 byl dům prohlášen kulturní památkou.
V současnosti (květen 2021) je zde provozován hotel. Dům je evidován jako objekt občanské vybavenosti v majetku společnosti ANZ PLUS s. r. o.

## Popis
Řadový čtyřpodlažní dům s obytným podkrovím ve stylu italské novorenesance se nachází v ulici Tržiště č. 387/41. 
Průčelí domu je čtyřosé, v přízemí je stěna kvádrována. Vpravo je obdélný vchod s původními prosklenými dveřmi a původní mříží, uprostřed je funkční obloukový vchod, vlevo byla zbudována vyvýšená obdélná teráska. První patro je od přízemí odděleno římsou. Pravá krajní okenní osa je širší, flankována pilastry. Okna prvního patra jsou oblouková, v pravé krajní ose, v rizalitu, jsou zdvojená a bez římsy, s obdélným balkonem. Ostatní tři okna jsou završena trojúhelnými frontony. Okna druhého patra jsou obdélná s rovnou římsou s klenákem, v rizalitu jsou jako v prvním patře zdvojená a s balkonem, po stranách ale s karyatidami vynášejícími segmentový fronton. Třetí patro je odděleno římsou. Vpravo v rizalitu je trojité sdružené obloukové okno, v ostatních třech osách jsou stejná okna dvojitá. Korunní římsa je na těžkých konzolách. Nad rizalitem je mansardová věžovitá stříška s vikýřem se segmentovým frontonem. Tytéž menší tři vikýře jsou vlevo. Střecha je kryta plechem.